# Patrizio Fracassi
Patrizio Fracassi (Siena, 24 dicembre 1875 – Siena, 13 settembre 1903) è stato uno scultore italiano.
Nacque a Siena da Buonafede, marmista ed ex garibaldino, e da Marina Lorenzetti. La meteora artistica dello scultore va dal 1896 al 1903, anno della morte.

## Formazione
Dopo aver frequentato la bottega del padre dove apprese i primi rudimenti della lavorazione del marmo, a partire dal 1889 frequentò l'Istituto d'Arte di Siena. Dai registri della scuola se ne ricava l'impressione di un giovane discontinuo e perfino ribelle tanto che ne fu espulso nel 1893 per essere riammesso solo nel 1895. Nella decisione di continuare gli studi potrebbe avere influito il suo matrimonio con Rosmunda Lencetti, avvenuto il 10 agosto 1895. Si diplomò nel 1901.

## Biografia
La prima opera degna di nota risale al 1896 presso il Cimitero della Misericordia, cui seguirono altre opere in gesso, alcune delle quali andate perdute, come un Ismaele (1898), Lucrezia Romana, una Crocifissione, busti con ritratti, uno studio di nudo maschile ed altre (tutte del 1899, presentate alla mostra annuale della scuola). Si tratta di sculture di influenza classica, ai quali però mostra di saper aggiungere dettagli contemporanei, ispirandosi ad esempio a Giovanni Duprè e Tito Sarrocchi.

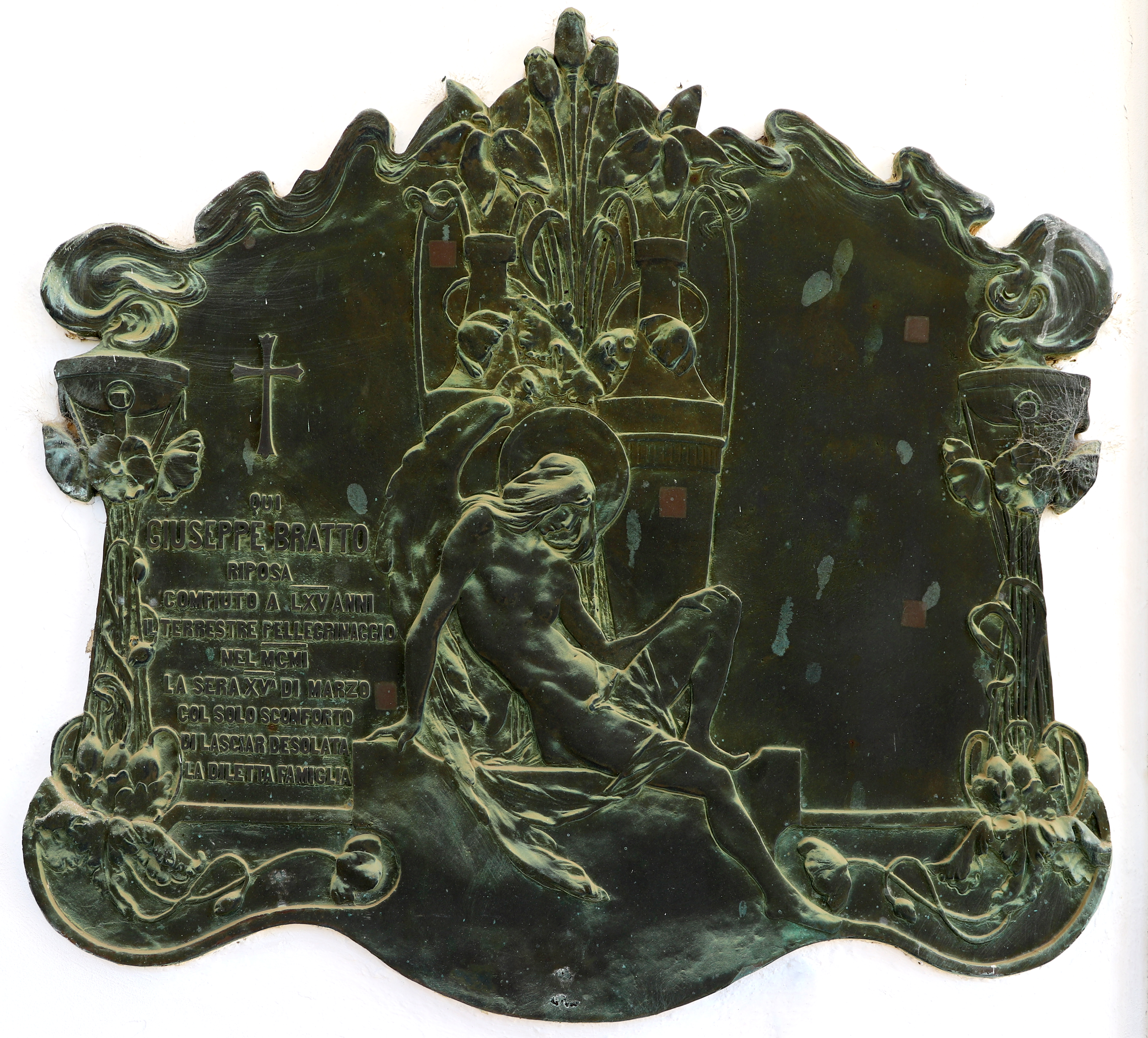
Lapide funebre di Giuseppe Bratto, del 1901, considerata la prima opera Liberty a Siena.

A partire dal 1900, Fracassi si pone alla ricerca di un proprio stile personale anche grazie ai viaggi compiuti a Firenze, Roma, Carrara, Torino. A questo periodo risalgono i lavori più maturi dello scultore come ad esempio Cristo e la samaritana, gesso a rilievo del 1901, il Ritratto di giovane in marmo, il bassorilievo in bronzo L'angelo della morte, ancora per il Camposanto della Misericordia di Siena. Interessante è l'opera in bronzo e travertino per la famiglia Caselli al Cimitero del Laterino di Siena, "nel quale è rappresentato un fanciullo ignudo che si ritrae di fronte a una fossa spalancata e, indietreggiando, si aggrappa a una grande croce alle sue spalle" di ispirazione simbolista e liberty.
Come scrive Marco Pierini nel Dizionario Biografico Treccani: Le tematiche simboliste si faranno sempre più complesse e drammatiche a partire da questo momento, alternandosi peraltro con una forte ripresa di temi dall'antico.
Nel 1902 vinse il concorso Lazzeretti per la scultura, una borsa di studio triennale, che gli consentì di continuare gli studi a Roma. Tra il 1902 e il 1903 la sua produzione creativa si fece intensa, realizzando le sue opere più famose come il rilievo Naufragio e il Monumento al lavoro, di forte realismo sociale, parte del quale andato perduto, e la Vita umana, complesso altorilievo in gesso, dominato da una sensuale Psiche.

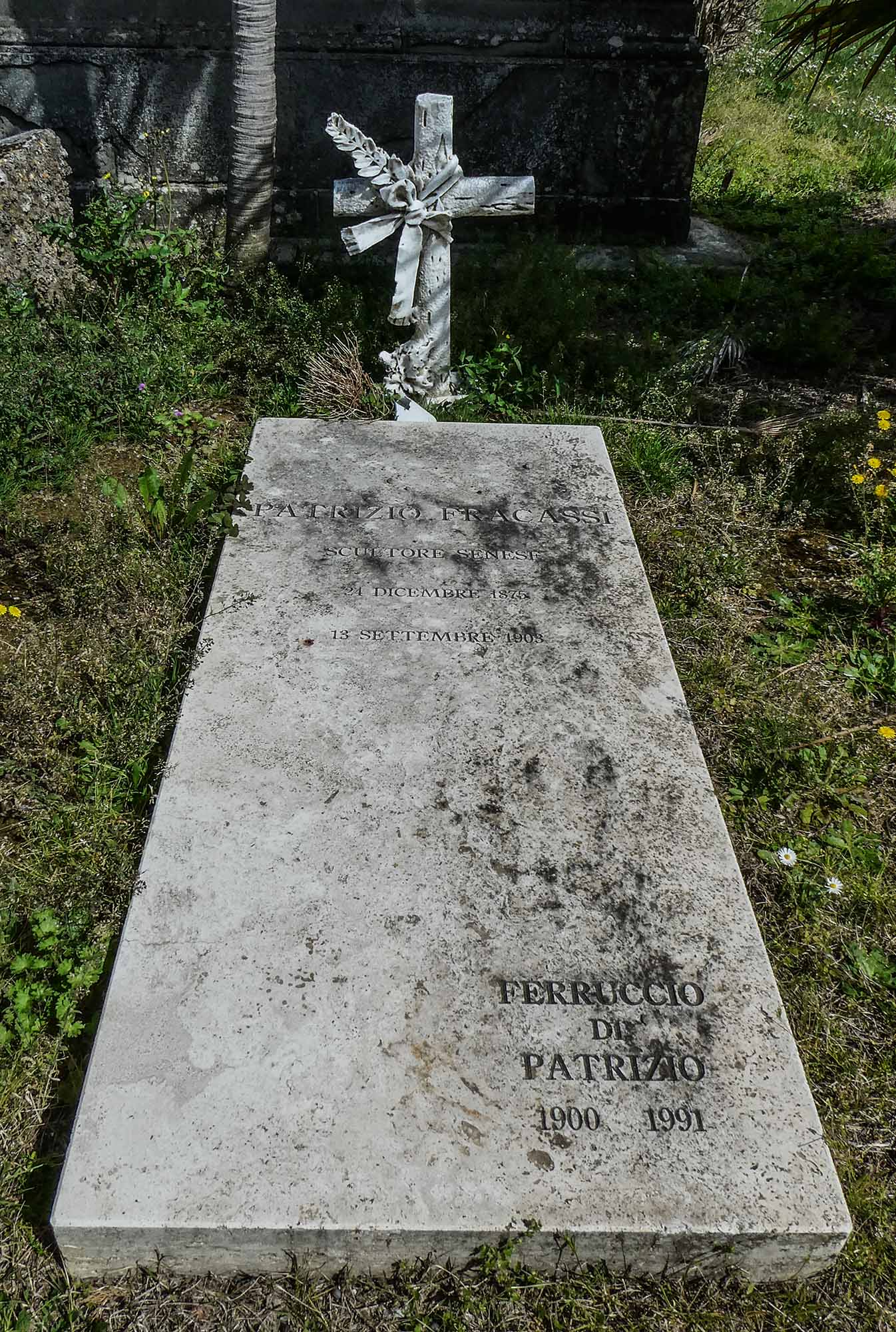
La tomba dello scultore al Cimitero del Laterino (2023). La tomba contiene anche la salma del figlio Ferruccio. Foto di Mauro Tozzi

Nel 1903, alle Logge del Papa espose i suoi ultimi lavori, tra cui i gessi Cinquant'anni di miniera e Compagni di sventura nei quali mostrava la propria visione tragica della vita. La mostra suscitò un certo clamore non solo per le opere ma anche per le stravaganze dell'artista.
Patrizio Fracassi morì suicida nei pressi di Siena, sparandosi un colpo di pistola, dopo aver ferito gravemente l'amante che si era rifiutata di seguirlo a Roma. Ebbe due figli: Antonio (1897-1901) e Ferruccio (1900-1991).
Con l'intento di onorare l'artista, scomparso ormai da un decennio, e di dipanare l'indifferenza dei senesi nei confronti dello scultore, Federigo Tozzi scrisse:
In vita non ebbe la possibilità di trasformare le sue opere in bronzo o in marmo, perciò, nel 1921, il figlio Ferruccio donò i gessi al Comune. A causa della trascuratezza e di una cattiva conservazione sono giunti a noi rovinati e mutili, alcuni dei quali sono stati riversati in bronzo ed esposti in una mostra nel 1993. Da allora fanno parte della Gipsoteca del Comune di Siena.